# Monte San Pietrangeli
Monte San Pietrangeli település Olaszországban, Marche régióban, Fermo megyében. Lakosainak száma 2241 fő (2023. január 1.). Monte San Pietrangeli Francavilla d’Ete, Montegiorgio, Montegranaro, Rapagnano, Torre San Patrizio, Monte San Giusto és Corridonia községekkel határos.

## Népesség
A település lakossága az elmúlt években az alábbi módon változott:
| Lakosok száma | 2442 | 2408 | 2241 |
|               | 2017 | 2018 | 2023 |